# Fuerte de São Clemente
El Fuerte de São Clemente, también conocido como Castillo de Vila Nova de Milfontes o simplemente Fuerte de Milfontes o incluso Castillo de Milfontes, se encuentra en el pueblo y la parroquia de Vila Nova de Milfontes, municipio de Odemira, distrito de Beja en Portugal.
Se construyó en 1602 en una posición dominante sobre la aldea de pescadores, en la margen derecha de la desembocadura del  río Mira, y tenía la función de proteger su puerto y el acceso a Odemira de las incursiones de los piratas del norte de África. Perdió sus funciones militares en el siglo XIX, habiendo sido vendido a particulares en 1903. Se considera un ex-Libris de Vila Nova de Milfontes. Fue clasificado como Bien de Interés Público en 1978.

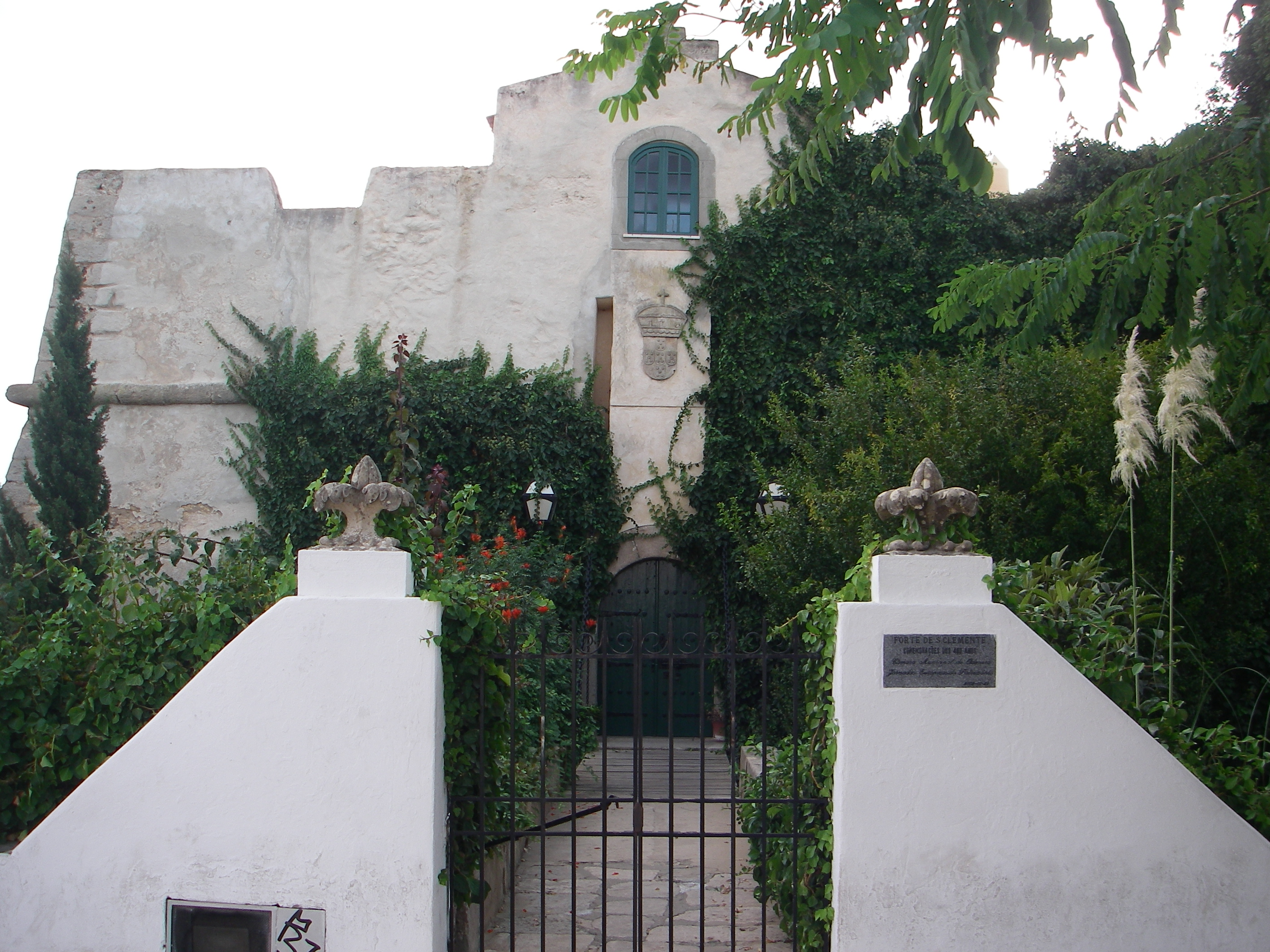
Entrada al fuerte en 2008, siendo visible la puerta, coronada por la piedra con el escudo de armas.

## Descripción
Consiste en una fortificación costera, de tipo baluarte,  situada en una punta rocosa en la orilla derecha de la desembocadura del  río Mira, en Vila Nova de Milfontes. Se sitúa de forma dominante sobre el asentamiento, que se extiende hacia el norte y el este. Junto al monumento se encuentra la Praça da Barbacã, donde se ha erigido un monumento a la primera travesía aérea entre Portugal y Macao, que partió de Vila Nova de Milfontes en 1924.
Originalmente presentaba una planta de forma poligonal, aproximadamente cuadrada, y estaba dividida en dos plataformas a distinto nivel, a las que correspondían dos baluartes que sobresalían en las esquinas orientadas al noroeste y al suroeste. Sobre las dos plataformas se encontraban otras baterías, disparando a la barra. El baluarte que daba a la desembocadura del río tenía originalmente forma redondeada, habiendo sido modificado a un borde afilado a finales del siglo XVII. En los lados de la fortaleza que daban al asentamiento, había un terraplén de losas con cañoneras, de 35 m de lado. La muralla estaba en talud. En la muralla este se encuentra la puerta de armas, con un arco de giro perfecto, y rematada por la piedra de armas, donde se representa un escudo con corona cerrada. Este lado de la muralla tiene un saliente en el muro, de manera que forma un ángulo de flanqueo, aunque sin baluarte. Las caras norte y este de la muralla estaban protegidas por un foso inundado, con una contraescarpa en el lado exterior, que era atravesado por un camino cubierto, cuyo acceso al foso era a través de una escalera de piedra, hoy desaparecida. Este foso estaba protegido por dos terrazas, dotadas de reveladores triangulares salientes. La huella principal de estas estructuras defensivas exteriores es la muralla que rodea el foso, formando la barbacana mirador.
En el interior, la puerta del cañón da acceso a un pasillo, donde se encontraba el Cuerpo de Guardia, y a una barandilla móvil, conocida como rastrillo. El interior de la fortaleza está dividido en dos plantas, la inferior ocupada originalmente por el cuartel de la tropa y los almacenes, con varios compartimentos en la plaza inferior, como la capilla, que estaba situada junto al terraplén. El muro de la plaza inferior está rasgado por un conjunto de ventanas arqueadas. En la parte superior se encontraba la Casa de la Comandancia, que originalmente estaba cubierta por una terraza, utilizada por los mosqueteros, y que más tarde se transformó en una azotea. En la plaza superior se encuentra también una réplica de un cubelo, de aspecto medieval, disfrazando una torre de agua. El fuerte probablemente tenía una rampa de alta resistencia tallada en la roca, conocida como tren, cuyos rastros se encontraron durante los estudios arqueológicos en la década de 2010.
El inmueble sigue principalmente el  estilo manierista, aunque tiene algunos elementos que crean un ambiente típico del romanticismo, como el falso cubel, y el techo de hiedra en las fachadas norte y este. El aparato edilicio es típico de la período filipino. El escritor Pinho Leal refiere en su obra Portugal antiguo y moderno, publicada en 1886, que el castillo tenía puente levadizo, fosos, barbacana, armería, capilla, alojamiento para la guarnición, etc.
En 2012, durante unas obras en la Avenida Marginal, en las inmediaciones de la Playa de la Franquia y a unos 50 m del fuerte, se descubrió un muro de mampostería curvado, con una estructura en esquisto y diorita local, con mortero de cal, que puede haber sido construido durante la  época romana o bien estar relacionado con la fortaleza. Esta última hipótesis es la más probable, y puede haber sido parte del Pozo del Castillo, correspondiente al antiguo pozo del Fuerte de São Clemente, estructura que aparece en las cartas antiguas. En el sitio se descubrieron varios fragmentos de cerámica, botín común para un pozo, además de que esa zona pasó a ser utilizada por la población de Vila Nova de Milfontes después de que el Pozo del Castillo dejó de funcionar, entre los siglos XIX y XX. En la zona también se descubrieron fragmentos de talla de materiales líticos en cuarcita y restos de ánforas, posiblemente romanas, que sin embargo pueden haber sido traídas junto con la arena que se depositó allí, durante las obras para la construcción de un campo deportivo.

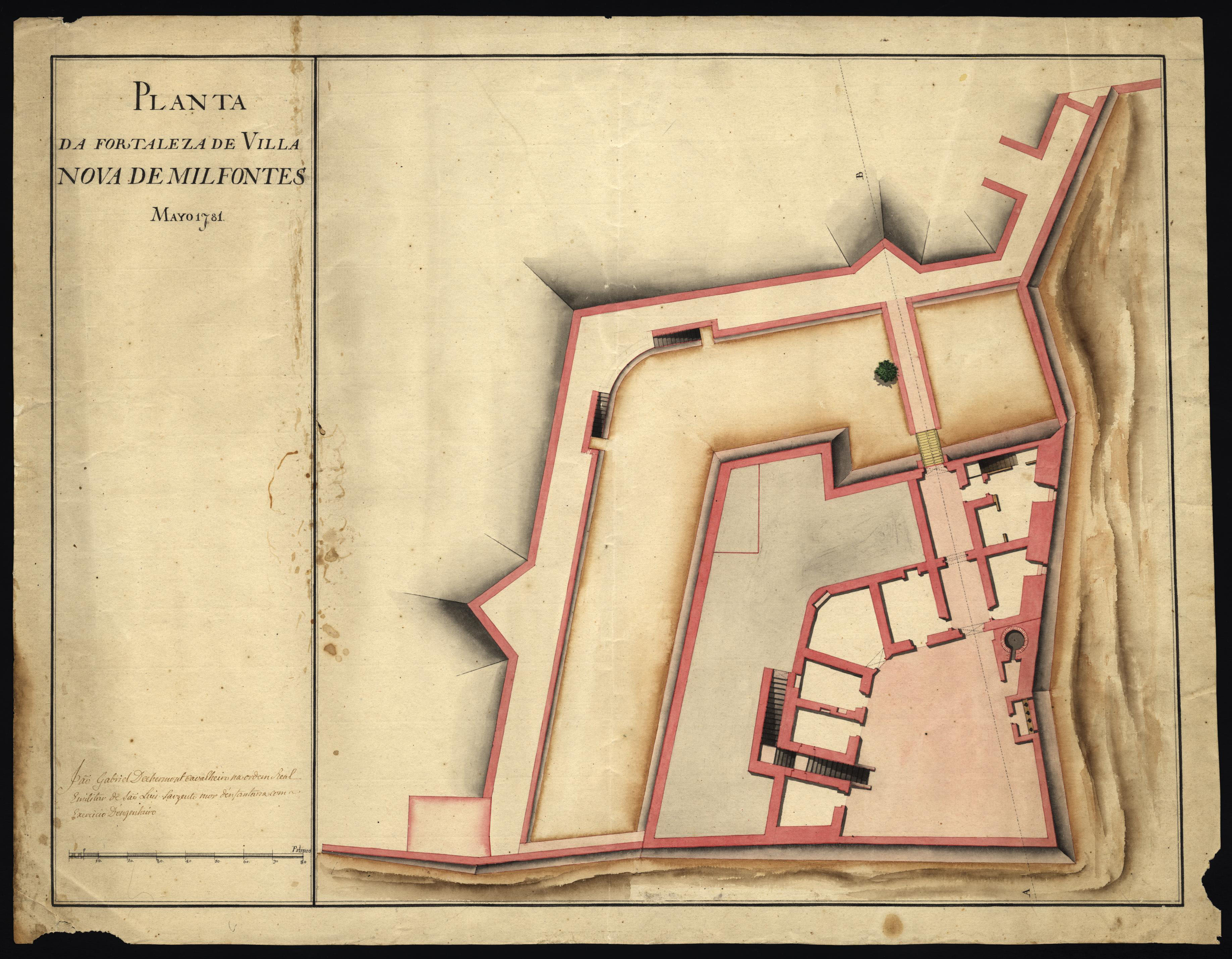
Planta de la fortaleza, elaborada en 1781.

## Historia

### Antecedentes
Considerado el mejor puerto natural de la costa sur del país, la ocupación primitiva de este tramo de costa, es muy antigua, habiéndose identificado vestigios de la presencia fenicia,  griega,  cartaginesa y  romana.
En la época de la Reconquista Cristiana de la península ibérica, esta aldea de pescadores fue fortificada en el siglo XIII por D. Soeiro Viegas, Obispo de Lisboa, y más tarde por  D. Afonso III (1253-1279), que le concedió una carta.
Atacado regularmente por piratas del norte de África, en la segunda mitad del siglo XV, bajo el reinado de  D. João II (1481-1495), tras el saqueo de los piratas argelinos, el pueblo fue abandonado y el castillo incendiado.  D. Manuel I (1495-1521), con el objetivo de su repoblación, aprobó el Nuevo Foral, ya llamado Vila Nova de Mil Fontes (1512), asegurando amplios privilegios a sus habitantes. Damião de Góis dice que el fuerte fue erigido en 1552 sobre una fortificación anterior, entonces en ruinas.

### El Fuerte de São Clemente
En la época de la dinastía filipina la situación empeoró con el corso, y la aldea fue destruida por un ataque devastador en 1590. Dada la necesidad de defensa, Felipe II de Portugal (1598-1621) construyó un fuerte, bajo la advocación de San Clemente, un santo dedicado a las causas del mar, entre 1599 y 1602.
Para ello, el arquitecto e ingeniero militar napolitano Alexandre Massai fue trasladado por la Corona del Fuerte de Pessegueiro a Vila Nova de Milfontes. Los estudios previos del proyecto se remontan a 1598, y los trabajos comenzaron al año siguiente con el traslado de la obra de Pessegueiro, cuyas obras, puerto y defensa, se interrumpieron. La piedra para la construcción era, como en el Pessegueiro, la arenisca extraída de la propia costa.
Terminada en 1602, la historia posterior del fuerte se caracterizó por las dificultades para mantenerlo en funcionamiento, ya sea por falta de material o de personal. Paralelamente, con el encenagamiento de su anclaje desde el siglo XVII, el asentamiento perdió importancia regional. A mediados del siglo XIX, en la reforma administrativa de 1855, Vila Nova de Milfontes perdió la categoría de pueblo, que sólo se reanudó en 1988.

### Desde elsigloXXhasta la actualidad
Terminada su importancia estratégica, la propiedad fue subastada en 1903 por el Capitán de Infantería Valério Manco Ferrão, residente en Lisboa, por 464 000 réis. La vendió en 1909 a Francisco de Jesus Gonçalves, entonces residente en Gomes Anes (en Odemira), por 250 000 réis, como consta en las respectivas escrituras.
En esa época, el fuerte tenía un aspecto de abandono, principalmente en las paredes que daban a  la barra del río, debido a las casas adosadas, en los parapetos y en la contraescarpa, aunque las paredes de la plaza superior todavía le daban un aspecto sólido. Sus nuevos propietarios hicieron poco por su conservación en las décadas siguientes. El Ayuntamiento consideró su expropiación y demolición en 1931, lo que no ocurrió por falta de recursos.
En 1939, con escritura redactada en 1940, la propiedad fue adquirida por D. Luís Manuel de Castro e Almeida, a través de su esposa Margarida Marques de Figueiredo. El nuevo propietario, nacido en Lisboa, era un viajero, propietario y comerciante. Ordenó la restauración de la propiedad adaptándola a su residencia y con fines turísticos, funciones que mantuvo hasta 2009, cuando se puso a la venta.
El fuerte está clasificado como propiedad de interés público por el Decreto 95/78 del 12 de septiembre de 1978. Más tarde, con la creación del Parque natural del Suroeste Alentejano y Costa Vicentina, se incluyó en una de las áreas de salvaguarda del Patrimonio Cultural (Decreto 33/95).
En el amplio frente del fuerte, un monumento recuerda que fue desde los campos vecinos que los aviadores Brito Pais, Sarmento de Beires y Manuel Gouveia despegaron en 1924 para el arriesgado vuelo que los llevó a Macao.

## Características
El fuerte, de planta poligonal, aproximadamente cuadrangular, fue construido en el estilo  manierista, con el baluarte orientado hacia la desembocadura del río.
En las plantas más antiguas del fuerte, el ángulo de este baluarte está redondeado, pero después de la campaña de obras desarrollada alrededor de 1693, permaneció en borde vivo. Presentaba dos plataformas desiguales, con otras tantas baterías, lanzadas a la barba.
En el lado de la tierra, al norte y al este, se abre un terreno de lajas adornado con cañones, con unos 35 metros de lado.
En el lado este de la muralla, la Puerta de Armas está rasgada, en un arco de medio punto, rematado por la piedra de armas con el escudo y la corona cerrados, simplificados. Esta puerta está defendida, además de por un foso, por un simple rebote en la pared, formando un ángulo de flanqueo, sin baluartes. Este foso estaba atravesado por un puente levadizo. La entrada, desde el lado interno, se abre a un corredor, donde el Cuerpo de guardia y la llamada mecha, una rejilla que interrumpía el acceso de los invasores al interior.
Los dos pisos incluían la Casa de Comando, primitivamente cubierta por una terraza para los mosqueteros, más tarde reemplazada por un techo, y en el piso inferior, cuarteles de tropas y almacenes. Las otras dependencias, incluida la Capilla, estaban situadas en la plaza inferior, junto al terraplén.
El fuerte estaba rodeado, al norte y al este, por una zanja inundada, bordeada en el exterior por una contraescarpa, atravesada por un camino cubierto, al que se accedía desde la zanja por una escalera de piedra ahora desaparecida. La muralla que hoy rodea el foso del castillo y que forma los miradores de la barbacana es lo que queda de esta primitiva defensa exterior.
Desde el exterior, destaca el friso de las ventanas en arco que remata el muro de la plaza baja y particulariza la silueta del fuerte vista desde el sur o el oeste. Recientemente, se construyó una réplica de un cubículo en la plaza superior, en el lado norte, ocultando un tanque de agua, construido al mismo tiempo para remediar las deficiencias en el suministro. En el interior de la plaza, también al mismo tiempo, se estaba ampliando la zona habitable mediante la excavación del terraplén y su conexión con el pozo por una pequeña puerta, así como por la ampliación de los edificios de la plaza superior.